# Rejectaria galinalis
Rejectaria galinalis är en fjärilsart som beskrevs av Felder 1874. Rejectaria galinalis ingår i släktet Rejectaria och familjen nattflyn. Inga underarter finns listade.